# Roger Closset
Pour les articles homonymes, voir Closset.
Roger Closset est un fleurettiste et épéiste français, né le 11 février 1933 à Paris et mort le 27 octobre 2020 à Rueil-Malmaison.

## Carrière
Roger Closset est champion du monde junior de fleuret en 1953 et 1954.
Il participe à l'épreuve de fleuret par équipes des Jeux olympiques de 1956 à Melbourne et y remporte avec ses coéquipiers la médaille d'argent. Lors des Jeux olympiques de 1960 à Rome, il se classe sixième de l'épreuve individuelle de fleuret.
Aux mondiaux, il est médaillé d'argent par équipe en 1954 à Luxembourg, en 1957 à Paris et médaillé d'or à Philadelphie en 1958.
Succédant à son rival Christian d'Oriola, il remporte le Challenge Martini en 1955 et 1956, puis une troisième fois en 1959. Il pratique aussi l’épée qui le voit triompher au Challenge Monal 1954.
Lors des Jeux méditerranéens de 1955 à Barcelone, il obtient deux médailles d'or par équipe à l'épée et au fleuret.
Roger Closset a été sélectionneur de l'équipe de France d'escrime pendant 16 ans et capitaine pendant 8 ans.

## Palmarès
- Jeux olympiques
  -  Médaille d'argent en fleuret par équipes aux Jeux olympiques de 1956 à Melbourne

- Championnats du monde d'escrime
  -  Médaille d'or en fleuret par équipes aux championnats du monde d'escrime 1958 à Philadelphie
  -  Médaille d'argent en fleuret par équipes aux championnats du monde d'escrime 1954 à Luxembourg
  -  Médaille d'argent en fleuret par équipes aux championnats du monde d'escrime 1957 à Paris

- Jeux méditerranéens
  -  Médaille d'or en fleuret par équipes aux Jeux méditerranéens de 1955 à Barcelone
  -  Médaille d'or en épée par équipes aux Jeux méditerranéens de 1955 à Barcelone